# Rosemonde Gérard
Pour les articles homonymes, voir Gérard.
Rosemonde Gérard, née Louise Rose Étiennette le 5 avril 1866 à Paris et morte le 8 juillet 1953 dans la même ville, est une poétesse et comédienne française, également épouse d’Edmond Rostand.

## Biographie
Née de mère et père inconnus, elle est reconnue deux ans plus tard par le comte Louis Maurice Fortuné Gérard (1819-1880), colonel de cavalerie, fils du comte maréchal Étienne Maurice Gérard, héros de Wagram, et de Louise-Rose-Aimée de Timbrune-Thiembronne de Valence, dite Rosemonde, dont elle adopte le surnom pour jouer et écrire. Sa mère, Sylvie Perruche, est l'épouse de William Lee. Rosemonde a pour parrain le poète Leconte de Lisle. Son père meurt en 1880, alors qu'elle n'a que 14 ans, et lui laisse les 3/4 de sa fortune. Alexandre Dumas fils devient alors son tuteur.
Dodette, de son surnom familier, s'installe avec sa mère au 107 boulevard Malesherbes à Paris.
Rosemonde Gérard signe de son vrai nom Les Pipeaux, parus en 1889.
Le 8 avril 1890, elle épouse Edmond Rostand à Paris à l'église Saint-Augustin, avec le compositeur Jules Massenet comme témoin. La même année, elle reçoit le prix Archon-Despérouses (qu'elle recevra à nouveau en 1926).
Le jeune ménage vient tout d'abord habiter au 107, boulevard Malesherbes et s'installe, peu après, au 2, rue Fortuny où naissent leurs fils Maurice Rostand en 1891, puis Jean Rostand en 1894. En 1897, les Rostand achètent un petit hôtel particulier au 29 rue Alphonse-de-Neuville (aujourd'hui 1, rue Alfred Roll mais démoli depuis) qu'ils abandonnent en 1900 et vendent ensuite pour s'établir dans le sud-ouest de la France à Cambo-les-Bains, dans la luxueuse Villa Arnaga.
Le 27 décembre 1897, soir de la répétition générale de Cyrano de Bergerac, la créatrice du rôle de Roxane, Maria Legault, étant absente, Rosemonde est alors sollicitée par Coquelin pour tenir le rôle durant toute la répétition. Plus poétesse que comédienne, ces incursions dans ce domaine sont cependant restées rares. Ainsi, elle ne joue qu'une fois la comédie, lorsqu'elle interprète le rôle de Roxane dans Cyrano de Bergerac, avec Sarah Bernhardt en Cyrano comme partenaire.

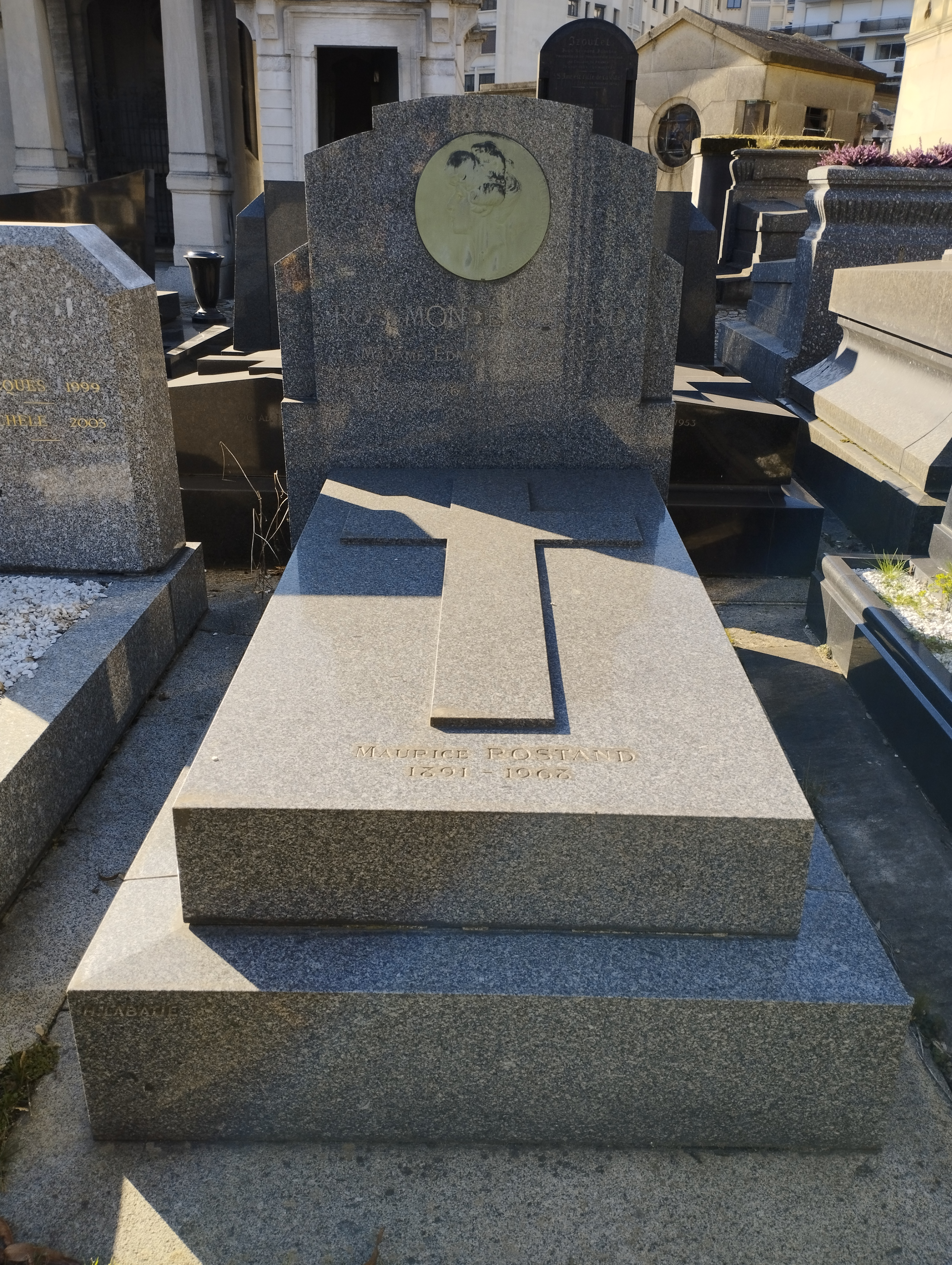
Tombe de Rosemonde Gérard et Maurice Rostand au cimetière de Passy (division 10).

Lorsque Rostand la quitte en 1915 pour l'actrice Mary Marquet, de 27 ans sa cadette, elle entame une liaison avec « son Beethoven », le compositeur Tiarko Richepin, de 18 ans son cadet.
En 1931, elle est nommée chevalier de la Légion d'honneur. Elle a été membre du jury du Prix Fémina.
Rosemonde Gérard meurt le 8 juillet 1953 à son domicile, 17 chaussée de la Muette, dans le 16e arrondissement de Paris. Elle est inhumée au cimetière de Passy à Paris (10e division), en compagnie de son fils Maurice Rostand.

## Œuvre

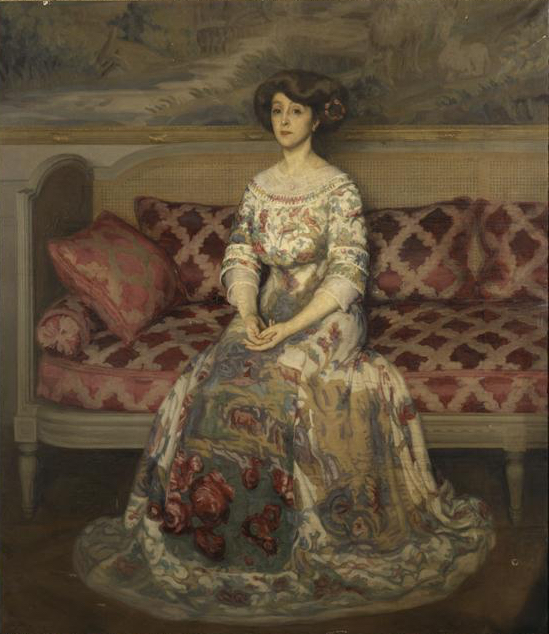
La Robe à ramage, portrait de Rosemonde Gérard par Eugène Pascau (musée d'Orsay).

Chacune des pensées d'Edmond Rostand avait une rime, chacun de ses regards un reflet,
chacune de ses actions un symbole. (Rosemonde)
C'est Elle, mot pour moi toujours en italique,
Elle, avec sa dolente inflexion de cou,
Ses longs cils relevés et ses cheveux d'or flou
Et ses yeux étonnés de poupée angélique. (Edmond Rostand, son époux)
Pour comprendre ces vers, il faut placer côte à côte Les Musardises et Les Pipeaux, publiés un an plus tôt (1889). En effet, Rosemonde Gérard écrit, avec autant de virtuosité que son mari, des poèmes à forme fixe, sonnets, triolets et rondeaux. Elle incarne, dans son oeuvre, une jeunesse chantante, donnant confiance à Edmond Rostand et rivalisant avec lui dans le dessein de l'encourager, c'est pourquoi leurs œuvres offrent de nombreuses similitudes.
Elle écrit des "ritournelles", c'est-à-dire de petits poèmes souples et subtils qui peuvent être chantés, ainsi que des sonnets, des rondes, des poèmes d'enfance. Sa poésie enfin, est celle de L'Éternelle chanson, celle de l'amour, naturellement:
Car vois-tu, chaque jour je t'aime davantage,
Aujourd'hui plus qu'hier et bien moins que demain.
Qui fait écho au poème Les vieux, en 1903 dans l'interprétation de Sarah Bernhardt :
Et comme chaque jour je t'aime davantage, 
Aujourd'hui plus qu'hier et bien moins que demain,
Qu'importeront alors les rides du visage? 
Mon amour se fera plus grave - plus serein. 
Songe que tous les jours des souvenirs s'entassent, 
Mes souvenirs à moi seront aussi les tiens. 
Ces communs souvenirs toujours plus nous enlacent 
Et sans cesse entre nous tissent d'autres liens. 
Tous ces vers connurent un succès populaire auprès des gens de 1900, car beaucoup ont été mis en musique, par Emmanuel Chabrier notamment, et tout de suite ils ont acquis une popularité importante.

## Publications
- Les Pipeaux, poèmes, 1889

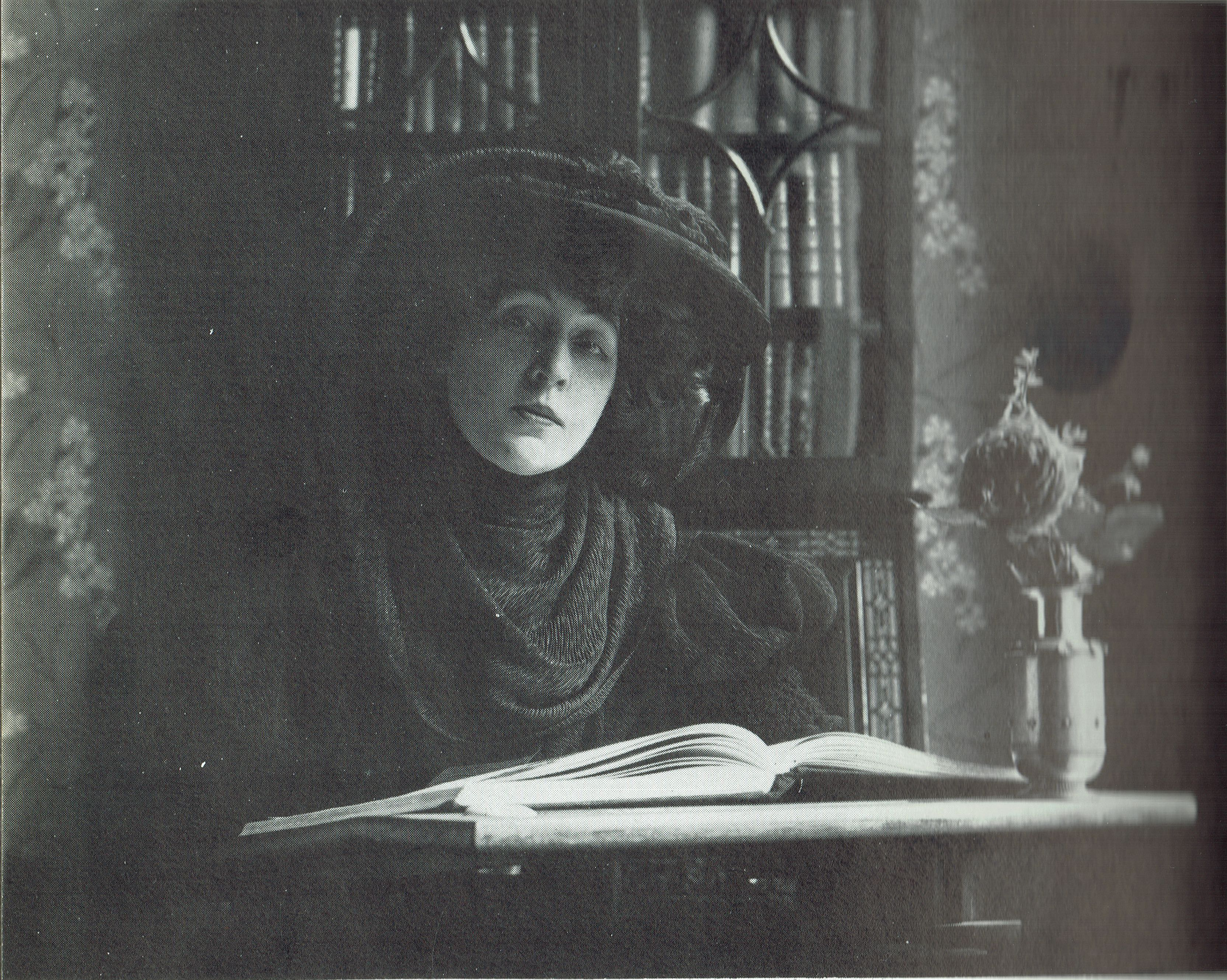
Rosemonde Gérard vers 1900.

- Les Vieux, interprété par Sarah Bernhard en 1903
- « A mon fils », L'Illustration,‎ décembre 1909, p. 5-9 (lire en ligne).
- « Les jardins », L'Illustration,‎ décembre 1910, p. 7-10 (lire en ligne).
- Un bon petit diable avec Maurice Rostand, féerie en 3 actes en vers, d'après la comtesse de Ségur, Gymnase, 22 décembre 1911
- « Le voyage d'une coccinelle », L'Illustration, no 3669,‎ 21 juin 1913 (lire en ligne).
- « L'impossible amitié », L'Illustration, no 3672,‎ 12 juillet 1913 (lire en ligne).
- « Les voyages », L'Illustration, no 3694,‎ 13 décembre 1913 (lire en ligne).
- La Marchande d'allumettes, co-auteur Maurice Rostand, livret d'opéra-comique, 1914, musique Tiarko Richepin, Paris. Opéra-Comique, 25 février 1914 lire en ligne sur Gallica. Un film du même nom, réalisé par Jean Renoir fut saisi après quelques jours d'exploitation en juin 1928, à la requête de Rosemonde Gérard, auteur d'un opéra-comique adapté du conte d'Andersen et qu'elle estimait plagié.
- La Robe d'un soir, pièce en 4 actes, en vers, 1925, musique de scène de Claude Corbreuse, joué au Théâtre de l'Odéon, 1924-1925[11]
- La Vie amoureuse de Madame de Genlis, 1926
- L'Arc-en-ciel, poèmes, 1926
- Mes souvenirs : Cyrano de Bergerac, avec un dessin d'Edmond Rostand, 1927
- Le Féminisme, avec son fils Maurice Rostand, conférence, 1930
- La Forêt enchantée, pièce de théâtre par Rosemonde Gérard et Maurice Rostand, 1931
- Les Papillotes, pièce en un acte en vers, 1931, jouée au Théâtre de l'Odéon en 1931[12]
- Féeries, 1933
- Les Masques de l'amour, théâtre en vers, 1928
- Les Papillotes, théâtre en vers, 1928
- À quoi rêvent les vieilles filles, théâtre en vers, 1928
- La Tour Saint-Jacques, pièce en un acte, en vers, représentée pour la première fois sur la scène de la Comédie-Française le 28 janvier 1928
- Edmond Rostand, 1935
- Rien que des chansons, 1939
- Les Muses françaises, poèmes, 1943. De Marie de France à Rosemonde Gérard, qui fait précéder les poèmes de ses consœurs par leur portrait en vers
- Méditations poétiques et harmonies poétiques de Victor Hugo, sonnet, préface de Rosemonde Gérard, 1930
- Histoire d'amour et Lettre de rupture, deux chansons de Rosemonde Gérard et Tiarko Richepin enregistrée par Jeanne Aubert en 1942
- Lettres à sa fiancée, Edmond Rostand, Editions Nicolas Malais, 2009, lettres d'amour de Rostand à sa future femme
- Vous êtes mon espoir et ma désespérance Poème pour Mélodies d'Ivan Devriès (paroles de Gérald Devriès, Rosemonde Gérard, Paul Éluard, Guillaume Apollinaire) Lire en ligne
- Les Muses françaises, poèmes, 1943. Anthologie de la poésie au féminin du XIIe au XXe siècle, réédition TriArtis, collection poésies intemporelles, Paris 2024, avec une préface de Thomas Sertillanges,   (ISBN 978-2-490198-42-9), 320 pages /  20 € TTC.

## Hommages
La rose « Madame Edmond Rostand » a été créée en 1912 par Joseph Pernet-Ducher.
Une rue porte son nom au Haillan.
Depuis février 2025, à la suite d'un vote du Conseil de Paris, l'allée Rosemonde-Gérard, dans le 17e arrondissement, porte son nom. Symboliquement, elle est située place du Général-Catroux, dans les jardins de laquelle se trouve un buste d'Edmond Rostand.